# Лаксоло (Бергамо)
Лаксоло је насеље у Италији у округу Бергамо, региону Ломбардија.
Према процени из 2011. у насељу је живело 1032 становника. Насеље се налази на надморској висини од 527 м.